# Tekstilno-tehnološki fakultet u Zagrebu
Tekstilno-tehnološki fakultet je sastavnica Sveučilišta u Zagrebu i ujedno jedina znanstvena i visokoobrazovna ustanova u znanstvenom polju tekstilne tehnologije u Hrvatskoj.

## Povijest
Još se 1960-ih godina na tadašnjem zagrebačkom Tehnološkom fakultetu te na samostalnim višim školama u Dugoj Resi, Varaždinu i Zagrebu počinju izvoditi studiji tekstila i tekstilne tehnologije. Sredinom 1970-ih prvi obrazovani dizajneri tekstila i odjeće počinju izlaziti s više škole u Zagrebu koja se 1983. godine, zajedno s već spomenutim školama u Dugoj Resi i Varaždinu, integrira u Institut za tekstil i odjeću (tada dijelom Tehnološkog fakulteta). Pod današnjim nazivom Fakultet djeluje od 15. studenog 1991. godine, odnosno po osamostaljenju Instituta za tekstil i odjeću. Od rujna 2006. godine za potrebe je Fakulteta sagrađena nova zgrada (odmah do zgrade srednje tekstilne škole s kojom je Fakultet godinama dijelio prostor), površinom gotovo jednaka onoj kojom je do tada raspolagao. Dan Fakulteta obilježava se 25. siječnja na dan njegova zaštitnika svetoga Pavla.

## Uprava
Dekanica
- dr.sc. Sandra Bischof, red. prof.

Prodekanica za nastavu
- dr. sc. Branka Vojnović, izv. prof.

Prodekanica za znanstveno-istraživački rad
- dr. sc. Tanja Pušić, red. prof.

Prodekanica za međufakultetsku i međunarodnu suradnju
- Andrea Pavetić, prof.

Prodekanica za financije
- dr. sc. Edita Vujasinović, izv. prof.

## Ustroj
Fakultet čine sljedeće ustrojbene jedinice: Centar za razvoj i transfer tekstilnih odjevnih tehnologija i modni dizajn, dekanat, dislocirani studij u Varaždinu te zavodi.
- Zavod za dizajn tekstila i odjeće
- Zavod za materijale, vlakna i ispitivanje tekstila
- Zavod za odjevnu tehnologiju
- Zavod za primijenjenu kemiju
- Zavod za projektiranje i menadžment tekstila
- Zavod za tekstilno-kemijsku tehnologiju i ekologiju
- Zavod za temeljne prirodne i tehničke znanosti

## Studij
Do reforme visokog obrazovanja, odnosno uvođenja Bolonjskoga procesa, na Tekstilno-tehnološkom fakultetu bili su organizirani stručni (smjer obućarske tehnologije, smjer odjevne tehnologije, smjer tekstilno-kemijske tehnologije, smjer tekstilno-mehaničke tehnologije i smjer višeg modnog dizajna) i sveučilišni dodiplomski (procesni smjer, smjer dizajna i projektiranja) te poslijediplomski studiji. Od generacije prvih bolonjskih studenata (od akademske godine 2005./2006.) na Fakultetu se izvode dva sveučilišna (studij tekstilne tehnologije i inženjerstva te studij tekstilnog i modnog dizajna) te tri stručna studija (studij tekstilne tehnologije, studij odjevne tehnologije i studij dizajna obuće).

## Politika kvalitete, misija i vizija
Misija
Sveučilište u Zagrebu Tekstilno-tehnološki fakultet je visoko učilište koje obrazuje kompetentne stručnjake i provodi visokokvalitetna znanstvena, umjetnička i stručna istraživanja prvenstveno iz tehničkog područja, polja tekstilne tehnologije. Svojim radom kontinuirano pridonosi prosperitetu svojih struka u tehničkom području te društvu u cjelini.
TTF potiče istraživanja u prirodoslovnom, umjetničkom, društvenom i humanističkom području te ostalim poljima unutar tehničkog područja s ciljem sinergije i interdisciplinarnosti. Znanstvena istraživanja se usmjeravaju sukladno potrebama društvenog i gospodarskog razvoja, a nastavni proces je usklađen s tržištem rada i potrebama društva.
 Vizija 
Sveučilište u Zagrebu Tekstilno-tehnološki fakultet međunarodno je priznata obrazovna i znanstvena institucija u području tekstilnog inženjerstva i tehnologije te modnog dizajna. TTF je ravnopravan dionik Europskog prostora visokog obrazovanja i Europskog istraživačkog prostora. Cilj TTF-a je zadržavanje vodeće pozicije u regiji uz kontinuiranu suradnju sa srodnim fakultetima i institutima unutar Europskog istraživačkog prostora (European Research Area - ERA) i Europskog prostora visokog obrazovanja (European Higher Education Area - EHEA). Time će se ujedno doprinijeti internacionalizaciji Sveučilišta, jednom od strateških ciljeva Sveučilišta u Zagrebu te odgovoriti velikim društvenim izazovima našeg vremena koje pred nas postavlja Europska unija.

## Alumni
Na osnivačkoj je skupštini, 17. svibnja 2004. godine, pri Fakultetu osnovana udruga bivših studenata i prijatelja Tekstilno-tehnološkog fakulteta čija je predsjednica dr. sc. Ana Marija Grancarić, a Udruga izdaje i svoje glasilo (Glasnik Hrvatske udruge bivših studenata i prijatelja Tekstilno-tehnološkog fakulteta).

## Članstva
Zajedno s još 30 fakulteta iz ukupno 22 zemlje Tekstilno-tehnološki fakultet je član Europske zajednice visokoškolskih ustanova na području tekstila (Association of Universities for Textiles, AUTEX).

## Vanjske poveznice
- Službene stranice Tekstilno-tehnološkog fakulteta
- Sveučilište u Zagrebu: o novoj zgradi Tekstilno-tehnološkog fakulteta  Arhivirana inačica izvorne stranice od 26. travnja 2013. (Wayback Machine)
- Association of Universities for Textiles  Arhivirana inačica izvorne stranice od 29. travnja 2013. (Wayback Machine)